# Aleksandr Jefimkin
Aleksandr Aleksandrovitsj Jefimkin (Russisch: Александр Александрович Ефимкин), ook Alexander Efimkin; Samara, 2 december 1981) is een Russisch voormalig wielrenner. Zijn tweelingbroer Vladimir was ook wielrenner.

## Carrière
Jefimkin begon zijn professionele wielerloopbaan halverwege 2005 bij Team Barloworld, toen nog Barloworld-Valsir geheten. In zijn eerste jaar won de talentvolle Rus al direct een rit in de Ronde van Portugal. Eerder dat jaar had hij al enkele ereplaatsen in de Wielerweek van Lombardije behaald, waar hij tweemaal op het podium eindigde en in het eindklassement een tweede plaats bezette. Op dat moment reed de Rus nog voor G.S. Vitali.
Het daaropvolgende seizoen liep iets minder goed. Jefimkin eindigde wel als derde op het nationaal kampioenschap en behaalde eveneens een derde plek in de Ronde van de Alentejo, maar winnen lukte hem dat jaar niet.
2007 betekende zijn doorbraak. Al vroeg in het seizoen schreef hij de Ronde van de Kaap op zijn naam en in april voegde hij ook nog eens een rit en de eindstand van de Wielerweek van Lombardije toe aan zijn palmares. Zijn ploeg Barloworld kreeg dat jaar een wild-card voor de Ronde van Frankrijk. Jefimkin deed mee en eindigde als 99e.
De goede prestaties van Jefimkin waren ook het Belgische Quickstep niet ontgaan en de ProTourploeg en trok de renner aan voor 2008. In dat jaar slaagde Jefimkin erin om derde te worden in de 19e etappe van de Giro.

## Belangrijkste overwinningen
2005
3e etappe Ronde van Portugal
2007
3e etappe Wielerweek van Lombardije
Eindklassement Wielerweek van Lombardije
3e etappe Ronde van de Kaap
Eindklassement Ronde van de Kaap
2011
Eindklassement Ronde van Turkije

## Resultaten in voornaamste wedstrijden
| Jaar | Ronde van Italië | Ronde van Frankrijk | Ronde van Spanje |
| ---- | ---------------- | ------------------- | ---------------- |
| 2005 |                  |                     |                  |
| 2006 |                  |                     |                  |
| 2007 |                  | 99e                 |                  |
| 2008 | 68e              |                     |                  |
| 2009 | 37e              |                     | opgave           |
| 2010 | 19e              |                     |                  |
| 2011 |                  |                     |                  |

| Jaar | Milaan-San Remo | Ronde van Vlaanderen | Amstel Gold Race | Luik-Bast.‑Luik | Ronde van Lombardije | Waalse Pijl |  | WK op de weg |  | Wereldranglijsten |
| ---- | --------------- | -------------------- | ---------------- | --------------- | -------------------- | ----------- |  | ------------ |  | ----------------- |
| 2005 |                 |                      |                  |                 |                      |             |  | 74e          |  |                   |
| 2006 | 132e            |                      |                  |                 |                      |             |  | 94e          |  |                   |
| 2007 | 79e             |                      |                  | 86e             | 42e                  | 22e         |  | 32e          |  |                   |
| 2008 |                 |                      |                  |                 |                      | 16e         |  | 32e          |  |                   |
| 2009 |                 | 56e                  | 95e              | 62e             |                      | 89e         |  |              |  |                   |
| 2010 |                 |                      |                  |                 |                      |             |  |              |  | 203e (UWK)        |
| 2011 |                 |                      |                  |                 |                      |             |  |              |  |                   |

Wielerploegen van Aleksandr Jefimkin
Adamsson ·
Arreitunandia ·
Astarloa ·
Beuchat ·
Cárdenas ·
Carrara ·
Cavallari ·
Celli ·
Cheula ·
Cox ·
Degano ·
George ·
Green ·
A. Jefimkin ·
V. Jefimkin ·
Jørgensen ·
Kannemeyer ·
Lill ·
Longo Borghini ·
Maartens ·
Plaza ·
Salomone ·
Serri ·
Southam ·
Sullivan ·
Tomi
Arreitunandia ·
Astarloa ·
Bonomi ·
Caccia ·
Cárdenas ·
Cheula ·
Christensen ·
Cox ·
Degano ·
Facci ·
Green ·
Jefimkin ·
Kannemeyer ·
Maartens ·
Perry ·
Sabido ·
Schärer ·
Southam ·
Txurruka ·
Corti (stagiair) ·
Kessiakoff (stagiair) 
Arreitunandia ·
Augustyn ·
Bonomi ·
Caccia ·
Cárdenas ·
Cheula ·
Cox ·
Degano ·
Guidi ·
Hunter ·
Jefimkin ·
Lewis ·
Longo Borghini ·
Perry ·
Sabido ·
Siwtsow ·
Soler ·
Thomas ·
Corti (stagiair) ·
Swift (stagiair) ·
Rincón (stagiair) 
Barredo · Bettini   · Boonen · Carrara · Cretskens · Davis · Devolder · Jefimkin · Engels · Facci · Gárate · Grabovski · Hulsmans · de Jongh · Kvist · Proni · Rosseler · Scarselli · Schwab · Seeldraeyers · Steegmans · Tonti · Tosatto · Van De Walle · Van Impe · Viganò · Visconti · Weylandt · Wynants · Joseph (stagiair) · Malacarne (stagiair)
Arrieta ·
Bonnafond ·
Clerc ·
Dessel ·
Dion ·
Dupont ·
Elmiger ·
Gadret ·
Goubert · 
Hinault ·
A. Jefimkin ·
V. Jefimkin · 
Kadri ·
Kangert ·
Krivtsov ·
Loubet ·
Mandri · 
Mondory ·
Nocentini ·
Pineau ·
Pliușchin ·
Poulhiès ·
Riblon ·
Roche ·
Rousseau · 
Sénac ·
Smukulis ·
Sonnery ·
Turpin · 
Valjavec · 
Desriac (stagiair) ·
Gastauer (stagiair) 
Arrieta ·
Bérard ·
Bonnafond ·
Bouet ·
Champion ·
Dessel ·
Dupont ·
Elmiger ·
Gadret ·
Gastauer ·
Goddaert · 
Hinault ·
A. Jefimkin ·
V. Jefimkin · 
Kadri ·
Krivtsov ·
Le Lay ·
Loubet ·
Mandri · 
Mondory ·
Nocentini ·
Ravard ·
Riblon ·
Roche ·
Rousseau · 
Smukulis ·
Turpin · 
Valjavec · 
Bonnin (stagiair) ·
Clarke (stagiair) ·
Teychenne (stagiair) 
Bazzana · Bertogliati · Bodrogi · Bowden · Calabria · Callegarin · Dugan · Eldridge · Grendene · Ilešič · A. Jefimkin · V. Jefimkin · Kerkhof · King · Kobzarenko · Kocjan · Mejías · Melero · Reijnen · Sjmidt · Steward · Verschoor · Magner (stagiair) · Rosskopf (stagiair)
Antomarchi · Bazzana · Bertogliati · Bodrogi · Bowden · Calabria · Callegarin · Colli · Cusin · Dugan · El Fares · Eldridge · Fortin · Ilešič · Jefimkin · Kocjan · Laengen · Mejías · Preidler · Reijnen · Rosskopf · Serebrjakov · Verschoor · Lozano (stagiair)